# 조제 카를로스 파시 자동차 경주장
조제 카를로스 파시 자동차 경주장(포르투갈어: Autódromo José Carlos Pace 아우토드로모 조제 카를로스 파시[*])은 브라질 상파울루에 있는 자동차 경주장이다. 인터라고스 서킷(포르투갈어: Autódromo de Interlagos 아우토드로모 데 인터라고스[*])이나 간략히 인터라고스 등으로도 불린다. 상파울루에 전기와 수도를 공급하기 위해 인공적으로 조성한 빌링스 저수지와 과라피랑가 저수지 사이에 건설되었기 때문에 "호수 사이"라는 뜻의 인터라고스라는 이름을 얻게 되었다. 1940년 5월에 개장하였으며, 1977년 비행기 사고로 사망한 브라질의 자동차 경주 선수 조제 카를로스 파시를 기리기 위해 1985년에 현재의 이름으로 바뀌었다.

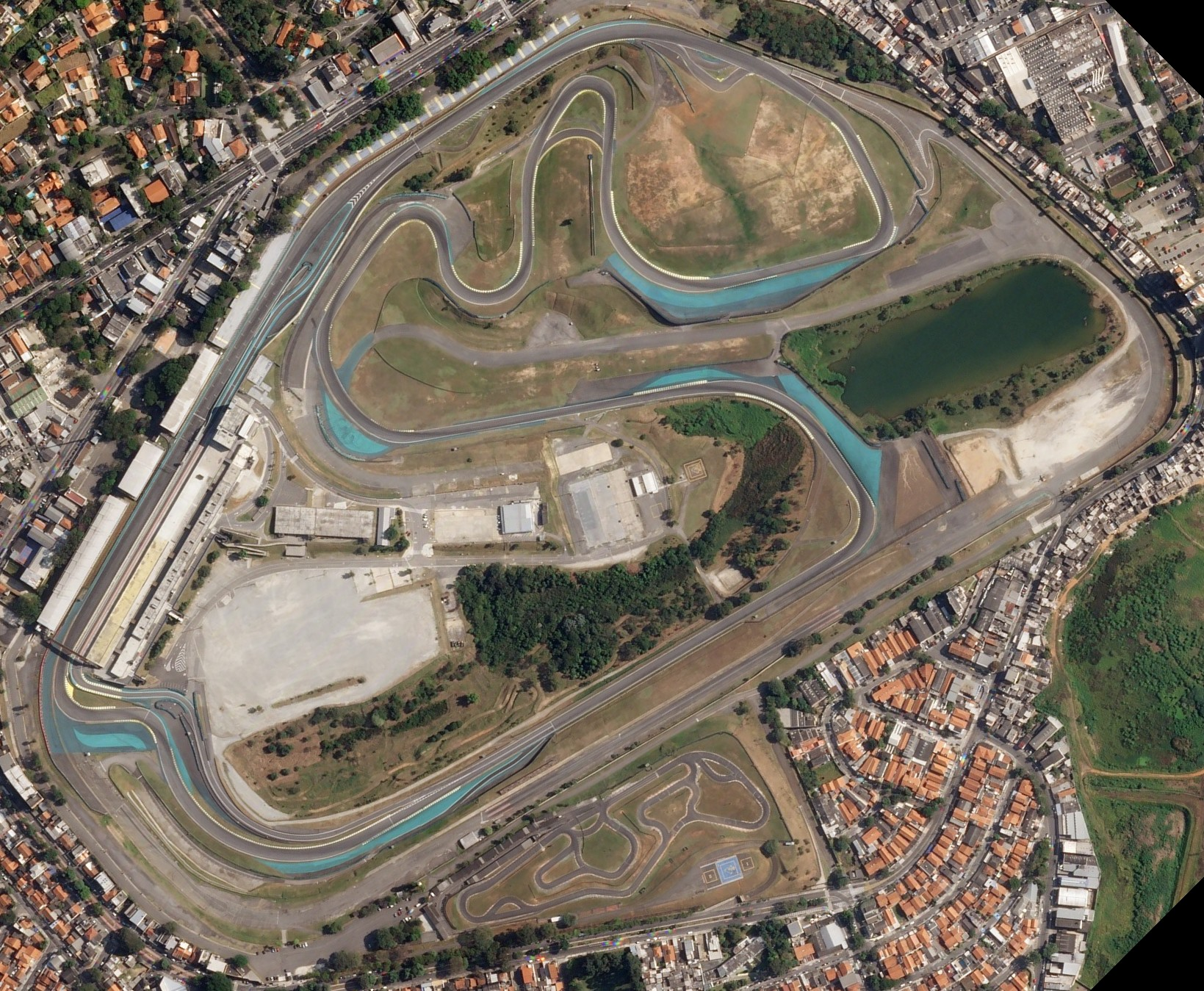
2018년에 촬영한 항공 사진